# Johanneskapelle (Nehden)

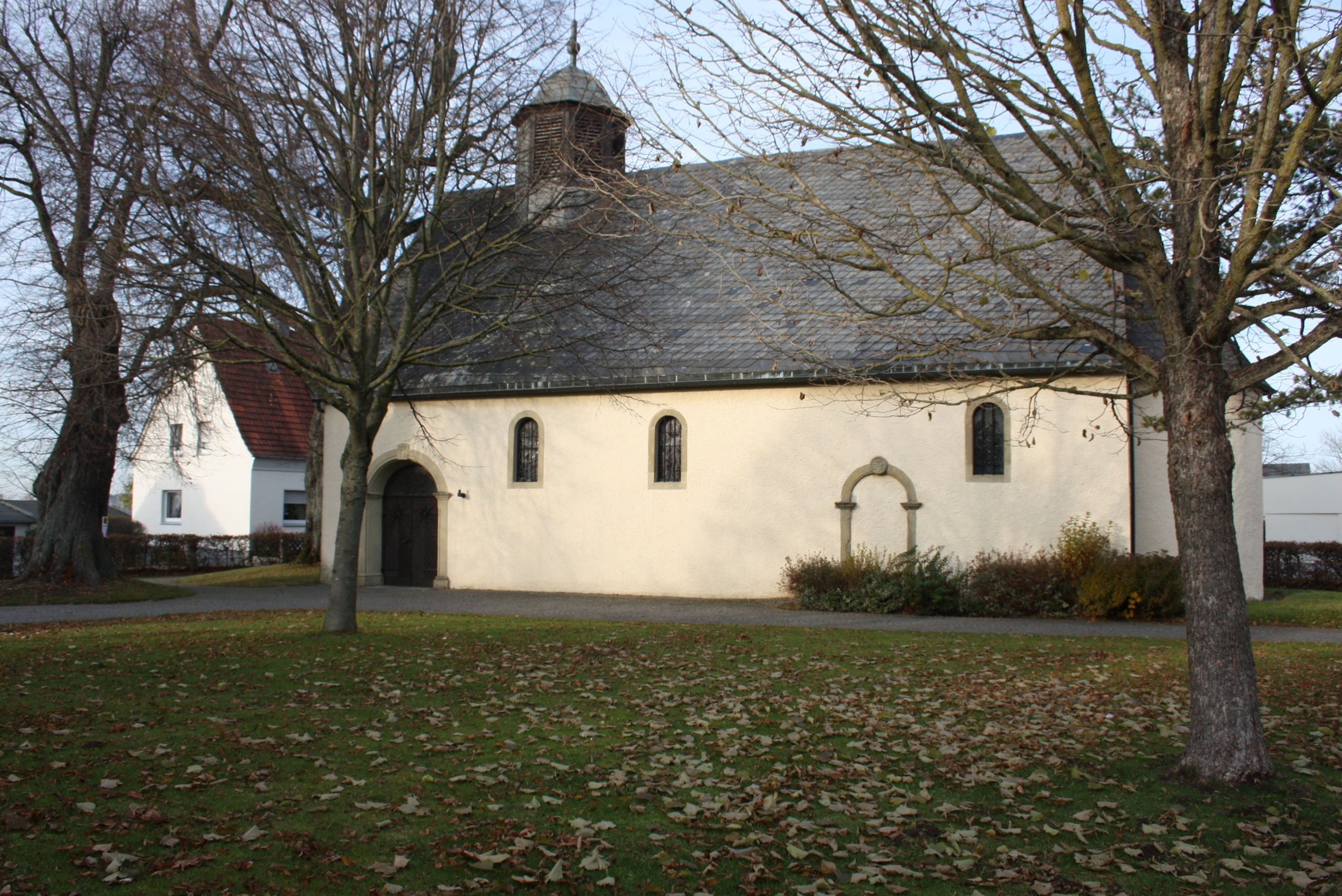
Eingang zur Kapelle

Die Johanneskapelle ist ein denkmalgeschütztes Kirchengebäude in Nehden, einem Ortsteil von Brilon, im Hochsauerlandkreis (Nordrhein-Westfalen).

## Geschichte und Architektur

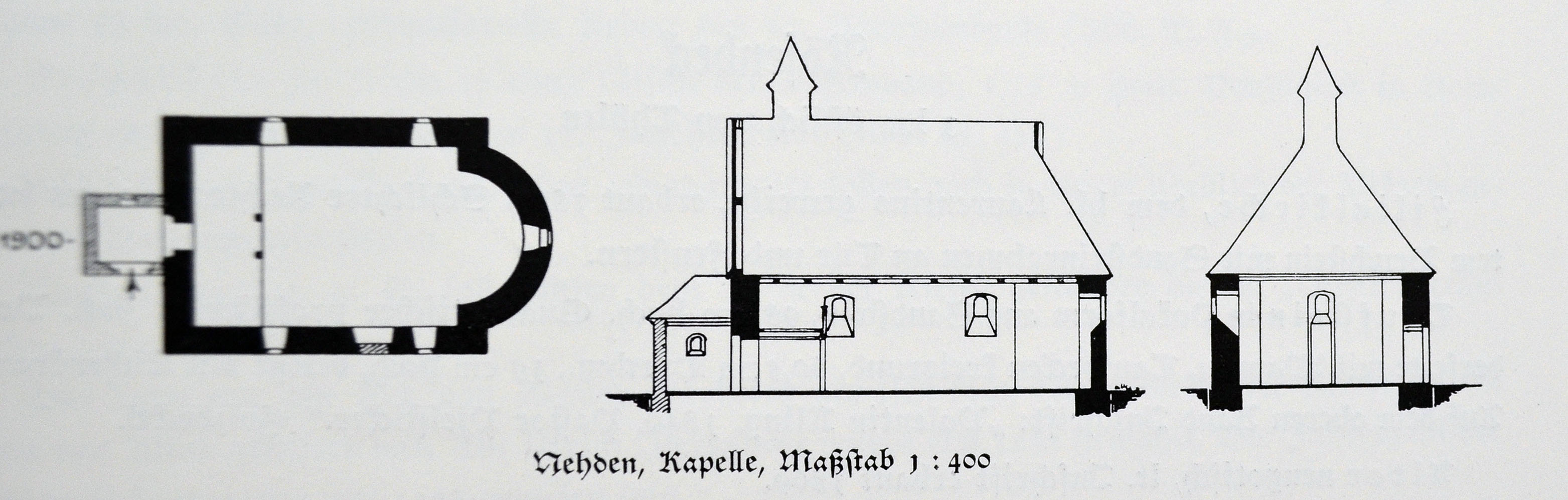
Grundriss und Ansichten

Die dem Hl. Johannes der Täufer geweihte Kapelle wurde 1681 errichtet. Der aus Bruchstein gemauerte Bau ersetzte eine in Dokumenten im Jahr 1600 als wüst bezeichnete gleichnamige Kapelle.
Die Ostapsis ist halbrund. Die Balken der Flachdecke sind sichtbar verputzt. Die Fenster- und Türrahmen bestehen aus Sandstein. Das mit einem Glockentürmchen bekrönte Satteldach und der Westgiebel sind verschiefert. Ein in der Südwand eingemauertes Sandsteinportal trägt die Jahreszahl 1681. Der Fußboden wurde mit Sandstein gepflastert.

## Ausstattung
- Das Altarkreuz wird auf das 17. Jahrhundert datiert. Es ist 49 cm hoch, der Korpus ist 18 cm lang. Offenbar stammt die Arbeit aus derselben Werkstatt, wie die Kreuze in Padberg und Scharfenberg. Nur die Haltung der Hände und die Gewandung unterscheiden sich.

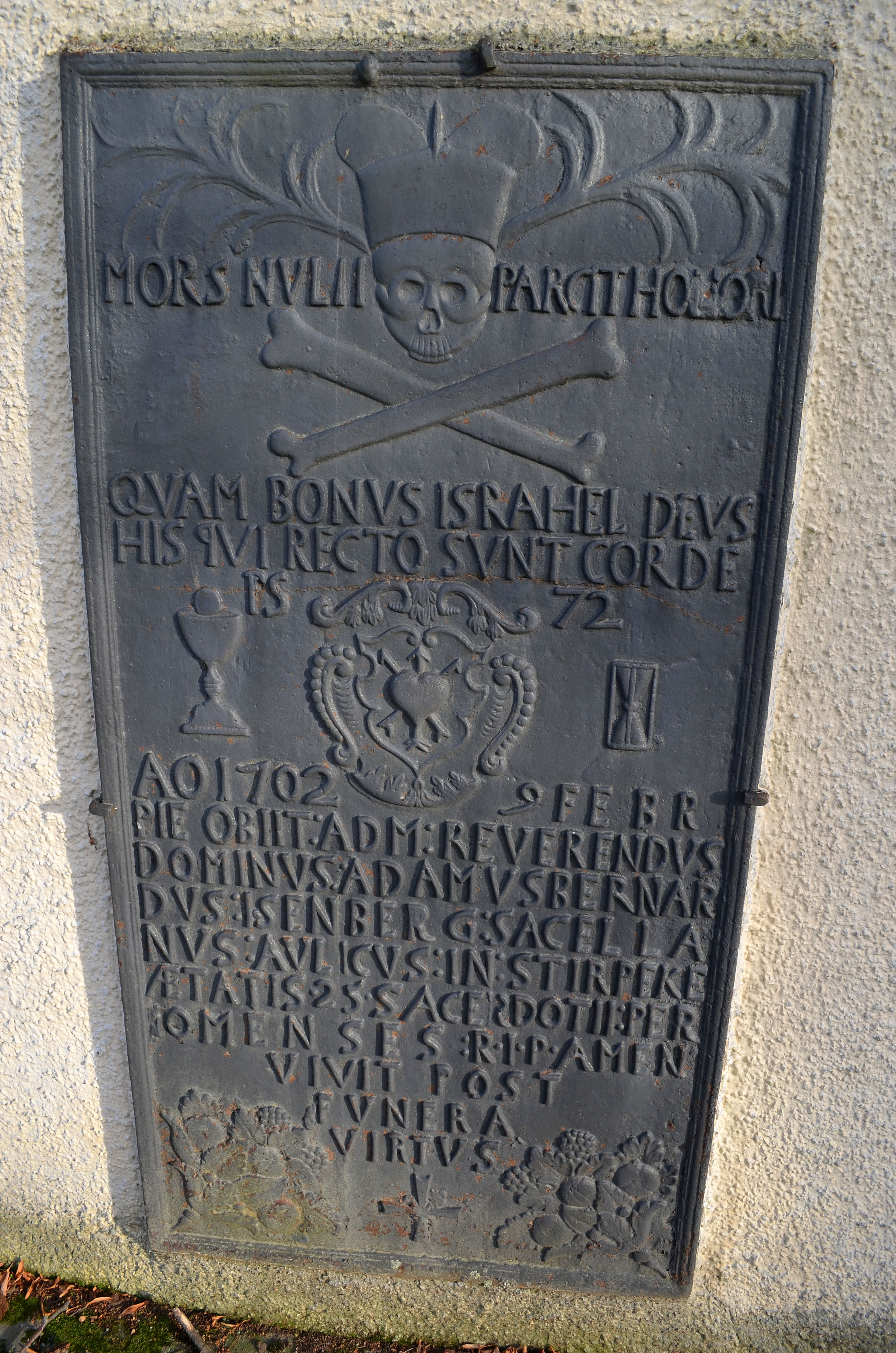
Grabplatte Adam Bernhard Isenberg

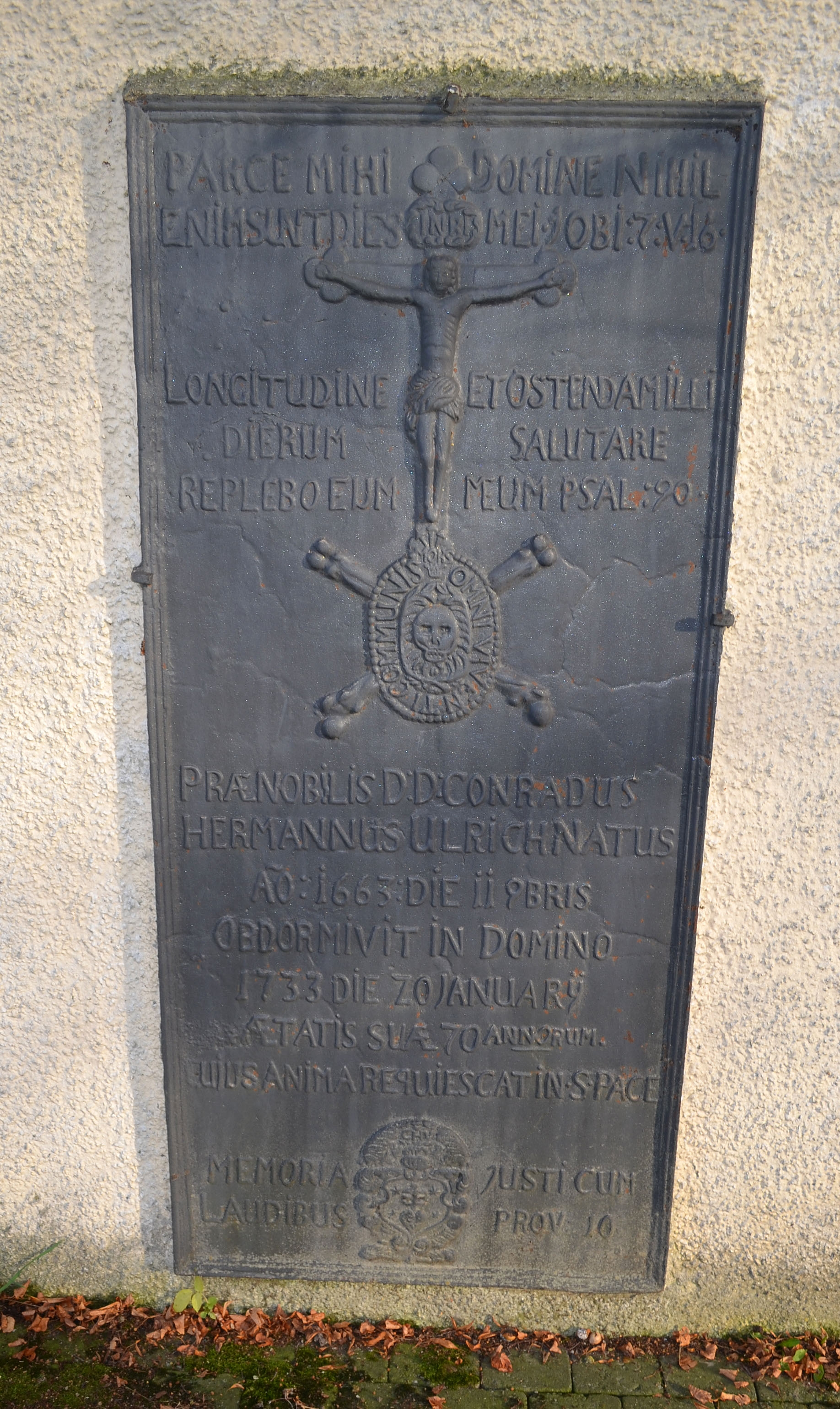
Grabplatte
Hermann Ulrich

- Zwei gusseiserne Grabplatten, eine vom Geistlichen Adam Bernhard Isenberg und die andere vom Grab des Stifters der Kapelle, Conrad Hermann Ulrich. Diesem gehörte ein in der Nähe gelegener Hof. Er starb am 20. Januar 1733
- Die Glocke wurde 1840 von Humpert in Brilon gegossen[2]
- Die Glasmalereien entstanden um 1930 durch Josef Hunstiger